# Карл Льовіт
Карл Льовіт (нім. Karl Löwith, 9 січня 1897 Мюнхен — 26 травня 1973 року, Гайдельберг) — німецький філософ.

## Життєпис
З єврейської сім'ї, яка прийняла протестантство, — син художника і педагога Вільгельма Льовіта. Добровольцем брав участь у Першій світовій війні, воював на італійському фронті, був тяжко поранений, опинився в концентраційному таборі під Генуєю. Після звільнення в 1917 році вивчав філософію і біологію у Фрайбурзі під керівництвом Гуссерля, Хайдеггера та Ганса Шпемана. Захистив диплом з філософії Ніцше в Мюнхені. З 1924 року працював у Марбурзі під керівництвом Хайдеггера, зблизився з Лео Штраусом і Гансом Георгом Гадамером. Захистивши дисертацію з феноменології, обійняв посаду приват-доцента. Розійшовся з Хайдеггером через його ставлення до нацизму, полемізував c децизіоністською політичною філософією Карла Шмітта (під псевдонімом Гуго Фіала). У 1935 році був відсторонений від викладання як єврей. Переїхав до Італії, потім в Японію (1936) і, нарешті, в США (1941). Вів богословський семінар у Хартфорді, з 1949 року працював у Новій школі соціальних досліджень у Нью-Йорку. У 1952 році повернувся до Німеччини, викладав у Гейдельберзі до 1964 року, коли вийшов у відставку.